# Sphyrna gilberti
Sphyrna gilberti — акула з роду Акула-молот родини Акули-молоти. Інша назва «каролінська акула-молот». Знаходиться в стадії дослідження.

## Опис
На сьогодні максимальна довжина дорослих особин не відома. На думку дослідників може становити 3,7-4,3 м. Зовнішністю схожа на зубчасту акулу-молот. Голова сплощена. Має Т-подібний виріст-«молот», який становить 25-32 % довжини усього тіла. Виріст-«молот» посередині має виїмку. Очі помірно великі, круглі, з мигальною перетинкою. Розташовані на торцях «молоту». Бризкальця відсутні. Тулуб стрункий, подовжений, округлий. Грудні плавці великі. Має 2 спинних плавця, з яких передній більше за задній. Черевні плавці мають прямі крайки. Хвостовий плавець великий, трикутний у розрізі.
Забарвлення спини сіро-коричневе. Черево має білий колір. Краї боків — біло-сірого забарвлення. Кінчики грудних плавців чорні. Нижня лопать хвостового плавця темна, а її кінчик чорного кольору.

## Спосіб життя
Тримається прибережних вод. Полює біля дна, є бентофагом. Живиться ракоподібними, головоногими молюсками, костистою рибою.
Це живородна акула. Народжені акуленята становить 39-45 см.

## Розповсюдження
Мешкає біля узбережжя штатів Північна та Південна Кароліна (США).